# Shalfak
Shalfak (originalmente Waf-Chastiu, "sometiendo las tierras extranjeras") es una fortaleza del antiguo Egipto que construida en la orilla occidental de la segunda catarata del río Nilo y ahora es una isla en el lago Nubia en el norte de Sudán. Establecido en el Reino Medio bajo Sesostris III, es uno de una cadena de diecisiete fuertes que los faraones de la XII Dinastía establecieron para asegurar su frontera sur durante un tiempo en el que se buscaba expandir la influencia egipcia. Es por eso que Shalfak, junto con los fuertes de Buhen, Mirgissa, Uronarti, Askut, Dabenarti, Semna y Kumma, se establecieron a una distancia de señalización entre sí.

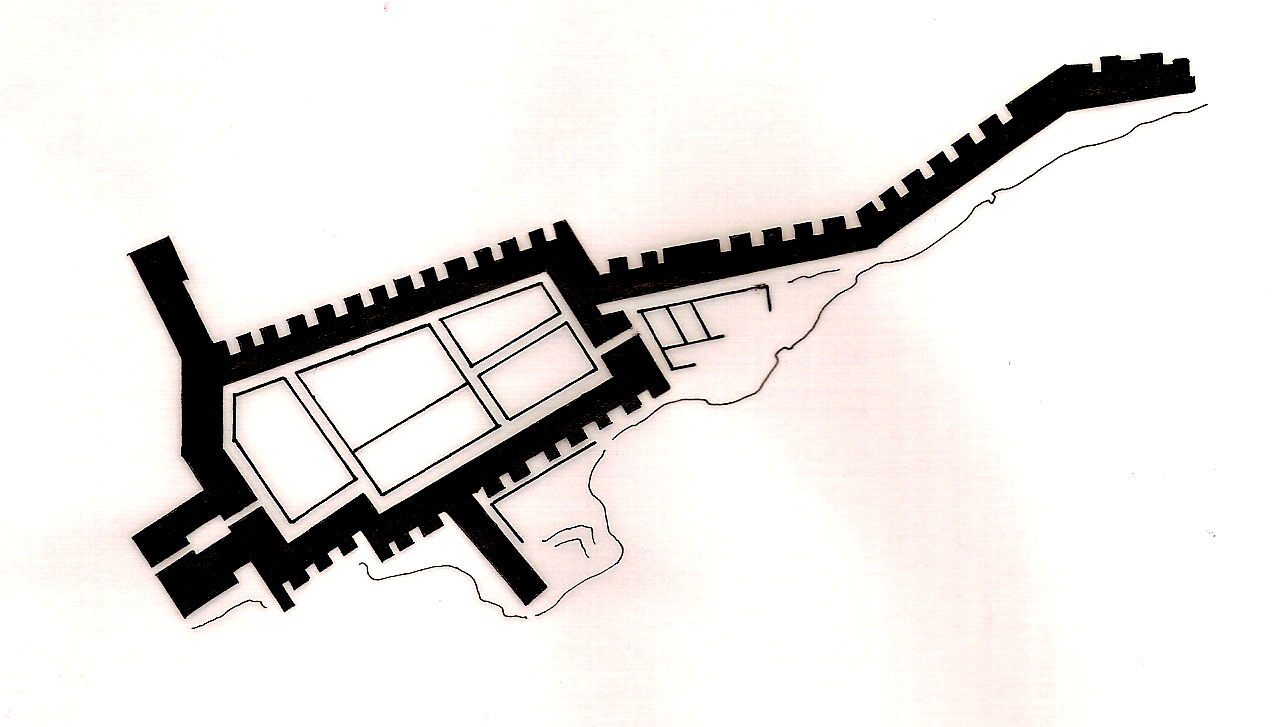
Plano de situación de Shalfak

La fortaleza ocupa un área aproximadamente triangular de aproximadamente 1800 m2, adaptado al terreno disponible. Su enorme muro de adobe todavía se mantiene en pie hasta 6 metros de altura y 8 metros de espesor. Tres muros de contrafuerte, hacia el norte, oeste y este, completan el sistema de fortificación. El muro oriental protege una escalera que baja al río para garantizar el acceso a un suministro de agua en caso de asedio. Las estructuras internas están muy bien conservadas incluyendo un edificio de mando, cuarteles, talleres, almacenes y un hórreo dispuesto en planta de cuadrícula.
Las primeras excavaciones en el sitio se llevaron a cabo en febrero y marzo de 1931 por un equipo de la Universidad de Harvard y del Museo de Bellas Artes de Boston, bajo la dirección de Noel F. Wheeler. Desde 2017, un equipo de Claudia Näser del University College London está excavando nuevamente.